# Rüssingen
Rüssingen là một đô thị thuộc thuộc huyện Donnersberg, Đức. Đô thị Rüssingen có diện tích 4,84 km², dân số thời điểm ngày 31 tháng 12 năm 2006 là 497 người.